# Californische zeehaas
De Californische zeehaas (Aplysia californica) is een zeenaaktslak die voorkomt in de Grote Oceaan van Californië tot het noorden van Mexico.
De Californische zeehaas kan tot 75 cm groot worden, hoewel de meeste exemplaren half zo groot zijn. Bij gevaar spuit de soort een roodachtige vloeistof uit, een paarse inkt met een witte substantie met de naam opaline. De soort is herbivoor en voedt zich met roodwieren. Uit een pigment, phycoerythrobiline, van dit en ander voedsel kan de zeehaas aplysiovioline maken, dat een onderdeel is van de vloeistof die hij spuit en waarmee hij onder andere vijandige krabben en kreeften op een afstand houdt.
De dieren zijn hermafrodiet.